# Cephennium thoracicum
Cephennium thoracicum är en skalbaggsart som beskrevs av Müller och Kunze 1822. Cephennium thoracicum ingår i släktet Cephennium, och familjen glattbaggar. Arten har ej påträffats i Sverige.

## Bildgalleri

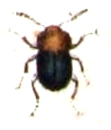